# Peter Harvey (Sänger)
Peter Harvey (* 1958) ist ein englischer klassischer Sänger (Bariton).

## Leben und Wirken
Harvey studierte am Magdalen College in Oxford und an der Guildhall School of Music and Drama in London. Im Mittelpunkt seiner Repertoires steht die Barockmusik. Er trat u. a. mit Harry Christophers und The Sixteen, Christopher Hogwood und der Academy of Ancient Music, Sir John Eliot Gardiner und den English Baroque Soloists, Gérard Lesne und Il Seminario Musicale, dem Orchestra of the Age of Enlightenment, dem Gabrieli Consort sowie Chor und Orchester der J. S. Bach-Stiftung unter Rudolf Lutz auf.
Er trat in Bachs Matthäus- und Johannespassion und Schuberts Es-Dur-Messe sowie zahlreichen Bachkantaten auf. Im Verlaufe von Gardiners Bach Cantata Pilgrimage (2000) absolvierte er allein siebzig Liveauftritte.
Daneben singt Harvey auch Werke zeitgenössischer Komponisten. So trat er als St. John in einer Fernsehaufführung von John Taveners The Cry of the Ikon auf. 2007 unternahm er eine USA-Tournee mit der Netherlands Bach Society und absolvierte eine Reihe von Aufführungen von Gabriel Faurés Requiem mit dem Ensemble Vocal de Lausanne unter Michel Corboz in Japan. Mit Roger Vignoles führte er bei den Festivals von Cambridge und Lugo Schuberts Winterreise auf.
Harvey hat mehr als 80 Alben aufgenommen, darunter die Bachpassionen und zahlreiche seiner Kantaten, Kantaten von Buxtehude, Motetten von Lully, Charpentier und Rameau, Faurés und Mozarts Requiem und geistliche Musik von Monteverdi.
Er unterrichtet als Gastprofessor am Royal College of Music in London.

## Aufnahmen (Auswahl)
CD
- Marc-Antoine Charpentier: Vêpres aux Jésuites, H.536, H.204, H.361, H.203 - 203 a, H.225, H.32, H.208, H.35, H.160 -160 a, H.67, H.78. (Von  Catherine Cessac wiederaufgebaute Werk) Ensemble Vocal de Lausanne, Charles Daniels, Mark Tucker, Hans-Jürg Rickenbacher, Peter Harvey, Stephan Imboden, Natacha Ducret, Ensemble baroque L'Arpa Festante geleitet von Michel Corboz. 2 CD Cascavelle VEL 1030 (1993)

DVD
- Johann Sebastian Bach: Ach Gott, wie manches Herzeleid. Kantate BWV 58. Rudolf Lutz, Orchester der J. S. Bach-Stiftung, Gerlinde Sämann (Sopran), Peter Harvey (Bass). Samt Einführungsworkshop sowie Reflexion von Arthur Godel und Karl Graf. Online und DVD, Gallus Media 2016.
- Johann Sebastian Bach: Der Friede sei mit dir. Kantate BWV 158. Rudolf Lutz, Chor und Orchester der J. S. Bach-Stiftung, Peter Harvey (Bass). Samt Einführungsworkshop sowie Reflexion von Hans-Rudolf Merz. Online und DVD, Gallus Media 2016.
- Johann Sebastian Bach: Bisher habt ihr nichts gebeten in meinem Namen. Kantate BWV 87. Rudolf Lutz, Chor und Orchester der J. S. Bach-Stiftung, Maria Selinger (Alt), Georg Poplutz (Tenor), Peter Harvey (Bass). Online und DVD, Gallus Media 2017.
- Johann Sebastian Bach: Ich hab in Gottes Herz und Sinn. Kantate BWV 92. Rudolf Lutz, Chor und Orchester der J. S. Bach-Stiftung, Sibylla Rubens (Sopran), Alexandra Rawohl (Alt), Julius Pfeifer (Tenor), Peter Harvey (Bass). Samt Einführungsworkshop sowie Reflexion von Andreas Köhler. Online und DVD, Gallus Media 2017.